# Xinhua Xiang (socken i Kina, lat 24,12, long 101,87)
Xinhua Xiang (kinesiska: 新化, 新化乡) är en socken i Kina. Den ligger i provinsen Yunnan, i den sydvästra delen av landet, omkring 130 kilometer sydväst om provinshuvudstaden Kunming. Antalet invånare är 21 808. Befolkningen består av 9 946 kvinnor och 11 862 män. Barn under 15 år utgör 17,0 %, vuxna 15-64 år 72 %, och äldre över 65 år 9,0 %.
Genomsnittlig årsnederbörd är 1 013 millimeter. Den regnigaste månaden är juni, med i genomsnitt 201 mm nederbörd, och den torraste är februari, med 9 mm nederbörd.